# Lepinia solomonensis
Lepinia solomonensis är en oleanderväxtart som beskrevs av William Botting Hemsley. Lepinia solomonensis ingår i släktet Lepinia och familjen oleanderväxter. Inga underarter finns listade i Catalogue of Life.